# Velandabron
Velandabron är en järnvägsbro längs Norge/Vänerbanan i Trollhättans kommun.
Den är 386 m lång och cirka 30 m hög och leder över Slumpån.

## Historia
Bron har byggts tre gånger. Den första bron byggdes som en enkelspårig stålbro 1875-76 som tillverkades i 5 spann av Actien Gesellschaft für Eisenindustri i Duisburg. Den kostade 207 387,94 kr att bygga. Bron som var cirka 150 m lång förstärktes med betong och betongvalv 1912 - 1914. Den revs i november 1994.
Den andra bron var en cirka 200 m lång enkelspårig betongbalkbro. Den blev klar år 1984 och byggdes eftersom den gamla bron var i dåligt skick. I samband med brobygget rätades en mycket skarp kurva. Bron togs ur järnvägstrafik 2012 då spår och ledningar togs bort.
Den tredje bron är en dubbelspårig betongbalkbro. Den öppnades för trafik i november 2012 och byggdes i samband med bygget av en ny dubbelspårig järnväg mellan Göteborg och Öxnered.